# Misvormende uromyceswolfsmelkroest
Misvormende uromyceswolfsmelkroest (Uromyces scutellatus) is een autoecische roestschimmel die behoort tot de familie Pucciniaceae. De schimmel komt voor in Europa. In Nederland is de schimmel uiterst zeldzaam.
Bij infectie vormt de plant geëtioleerde stengels en gaan niet bloeien.
Op de onderkant van het blad worden bij infectie donkerbruine telia gevormd. De eencellige, 20-24 × 16-19 µm grote teliosporen hebben een wrattige wand  en een korte steel. In de telia worden ook enkele urediniosporen gevormd, die een fijn stekelige wand hebben. Ze hebben vier kiemporen.

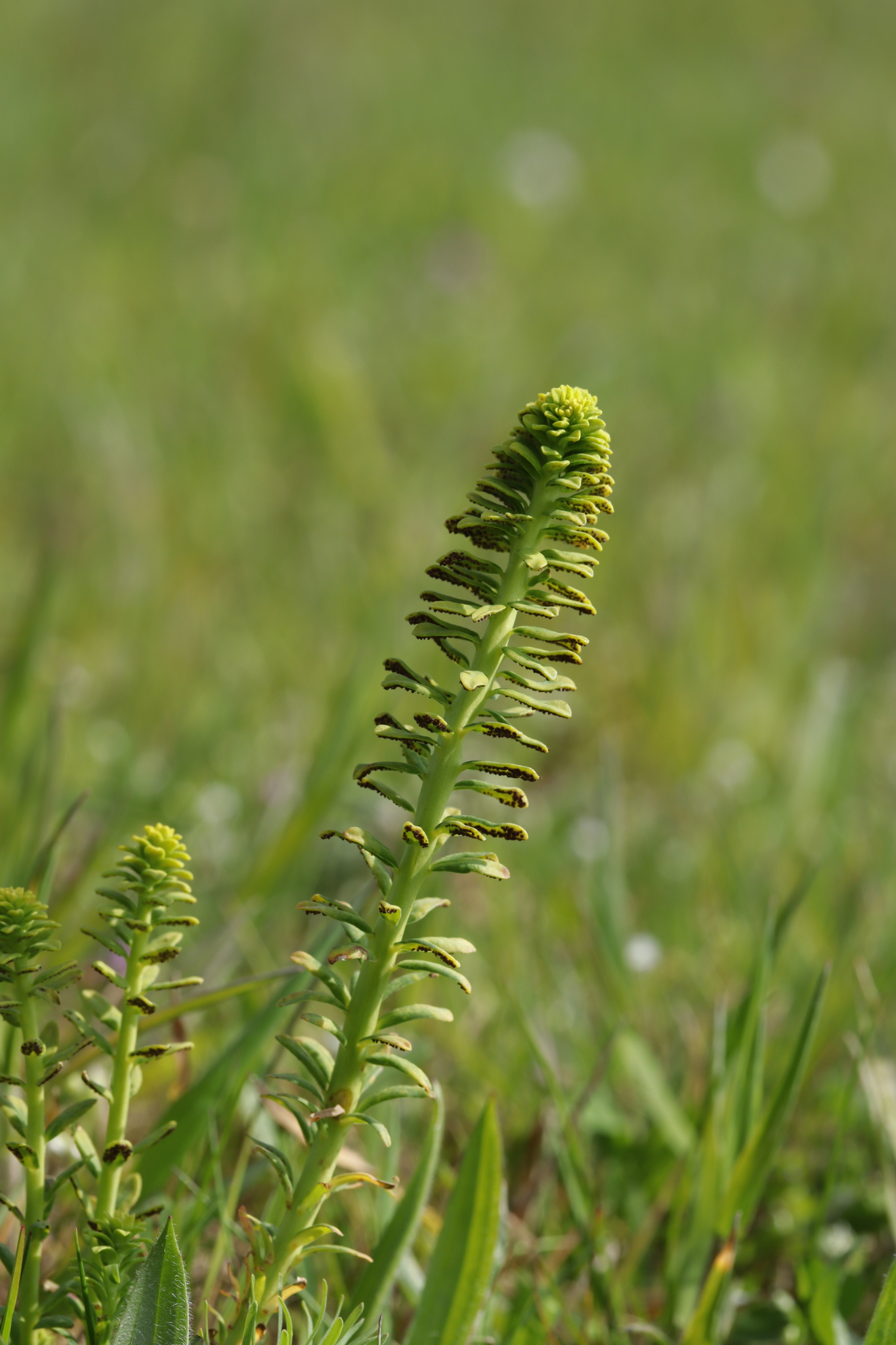
Geïnfecteerde stengel
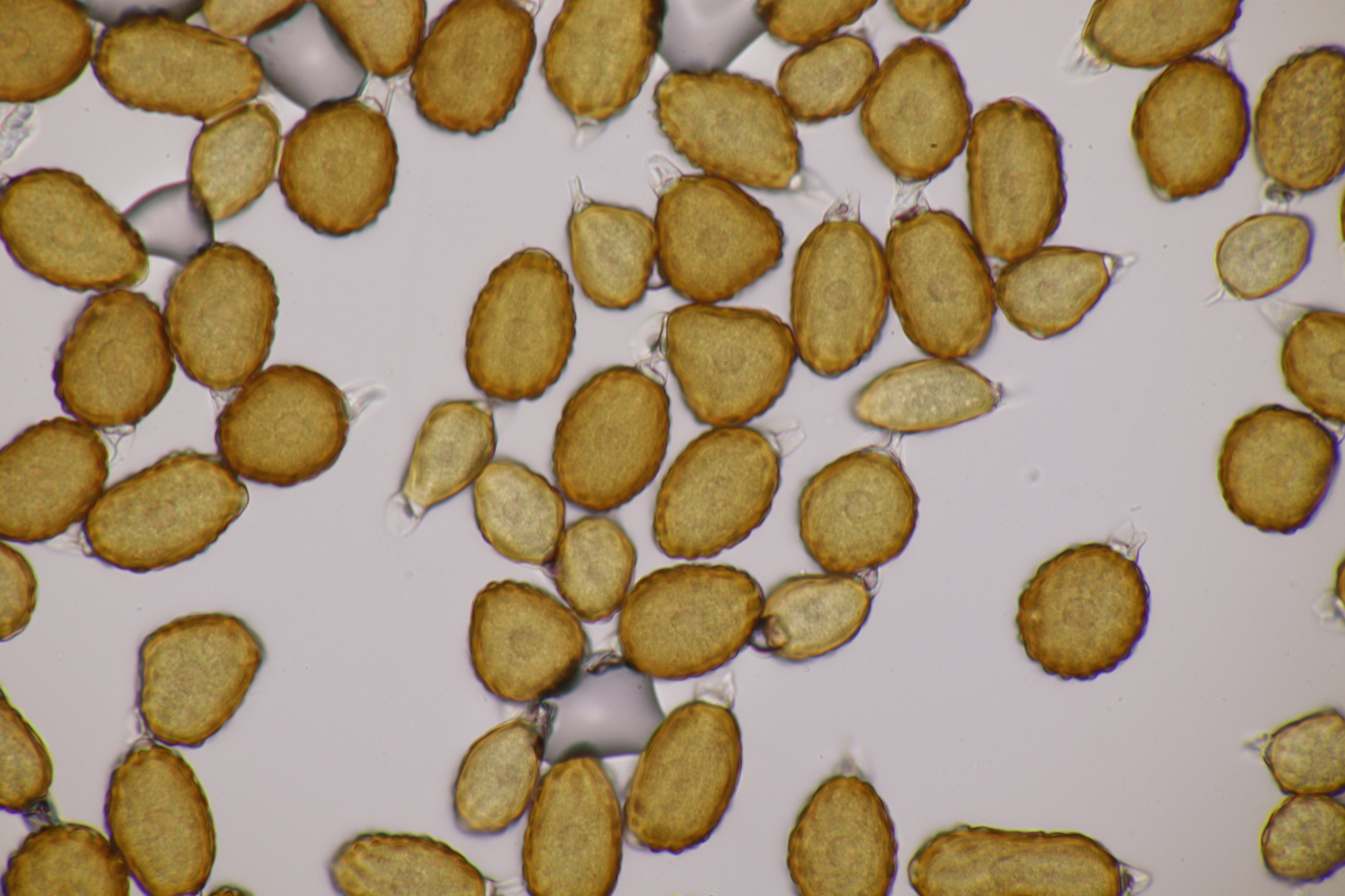
Teliosporen
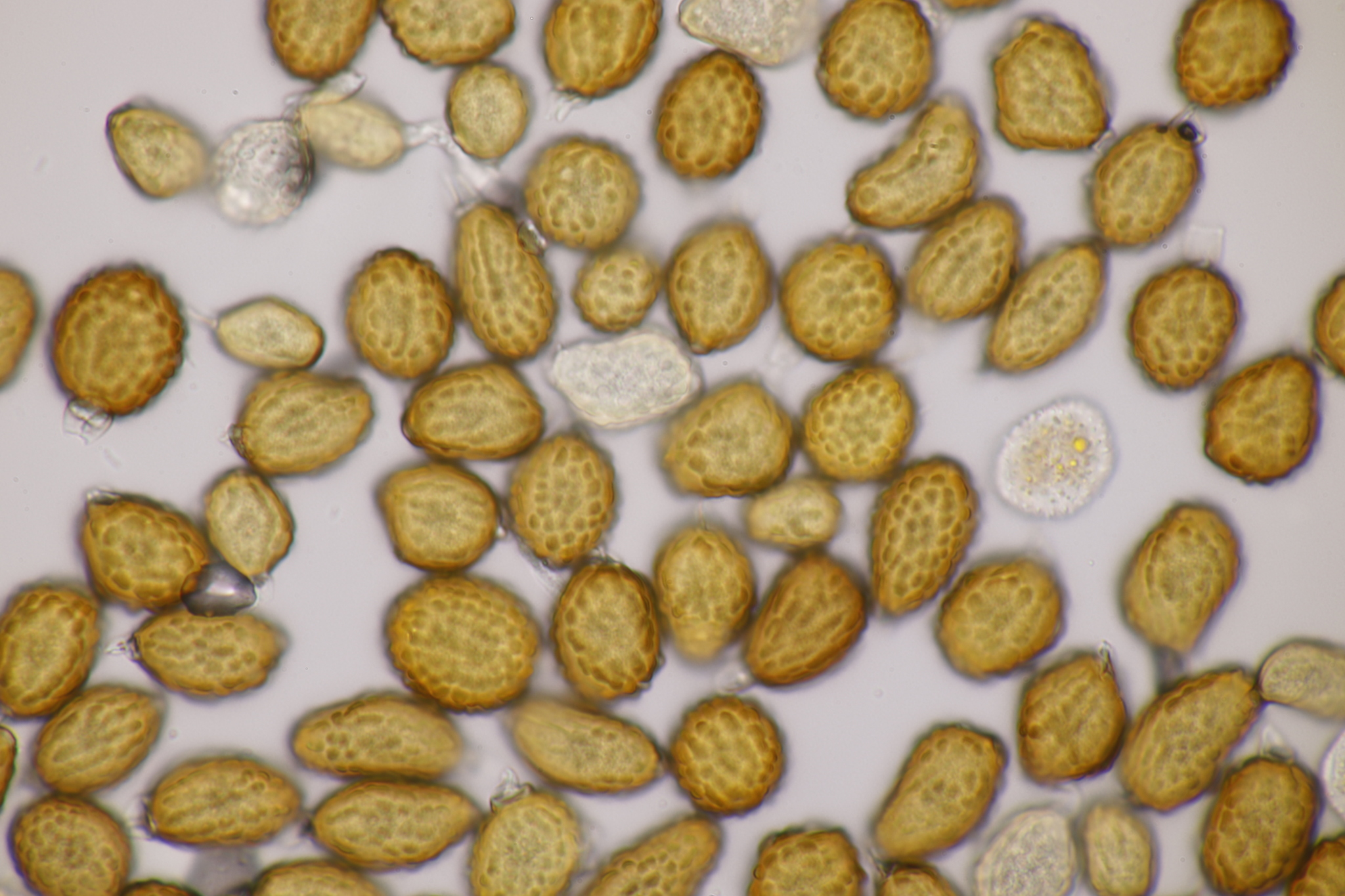
Teliosporen